# Сара Паван
Сара Ліндсі Паван (англ. Sarah Lindsey Pavan; 16 серпня 1986, Кітченер, Онтаріо) — канадська волейболістка. Чемпіонка світу 2019 року з пляжного волейболу в парі з Меліссою Гумана-Паредес і учасниця двох Олімпіад. Переможниця Ігор Співдружності і розіграшей Світового туру. Учасниця чемпіонату світу 2010 року з класичного волейболу і фіналістка клубної першості світу 2013.

## Біографія
Виступала за команду коледжу в Університеті Небраска-Лінкольн. Чемпіонка Національної асоціації студентського спорту 2006 року, найкраща спортсменка турніру. Того року її визнали найкращою волейболістою за версією Американської асоціації волейбольних тренерів (AVCA). У 2007 році отримувала індивідуальні нагороди «Honda Sports Award» і «Honda-Broderick Cup».
Грала на позиції діагональної за професіональні клуби з Італії, Бразилії, Південної Кореї і Китаю. У складі «Унілевера» з Ріо-де-Жанейро була переможницею клубного чемпіонату Південної Америки і фіналісткою клубного чемпіонату світу. Чемпіонка Бразилії і Китаю.
Виступала на чемпіонаті світу 2010 року в Японії, де збірна Канади програла всі пять матчів групового етапу. Сара Паван стала найрезультативнішою волейболісткою своєї команди на цьому турнірі.
З 2013 року стала виступати у змаганнях з пляжного волейболу разом з Гізер Бенслі. На чемпіонаті світу того року в Польщі канадійки поступилися в 1/16 фіналу австрійському дуету.
У плей-оф наступної світової першості перемогли волейболісток з Німеччини і Казахстану, а в чвертьфіналі поступилися Марії Антонеллі та Жуліанні Сілві з Бразилії. Того ж року двічі грала у фіналах турнірів Світового туру.

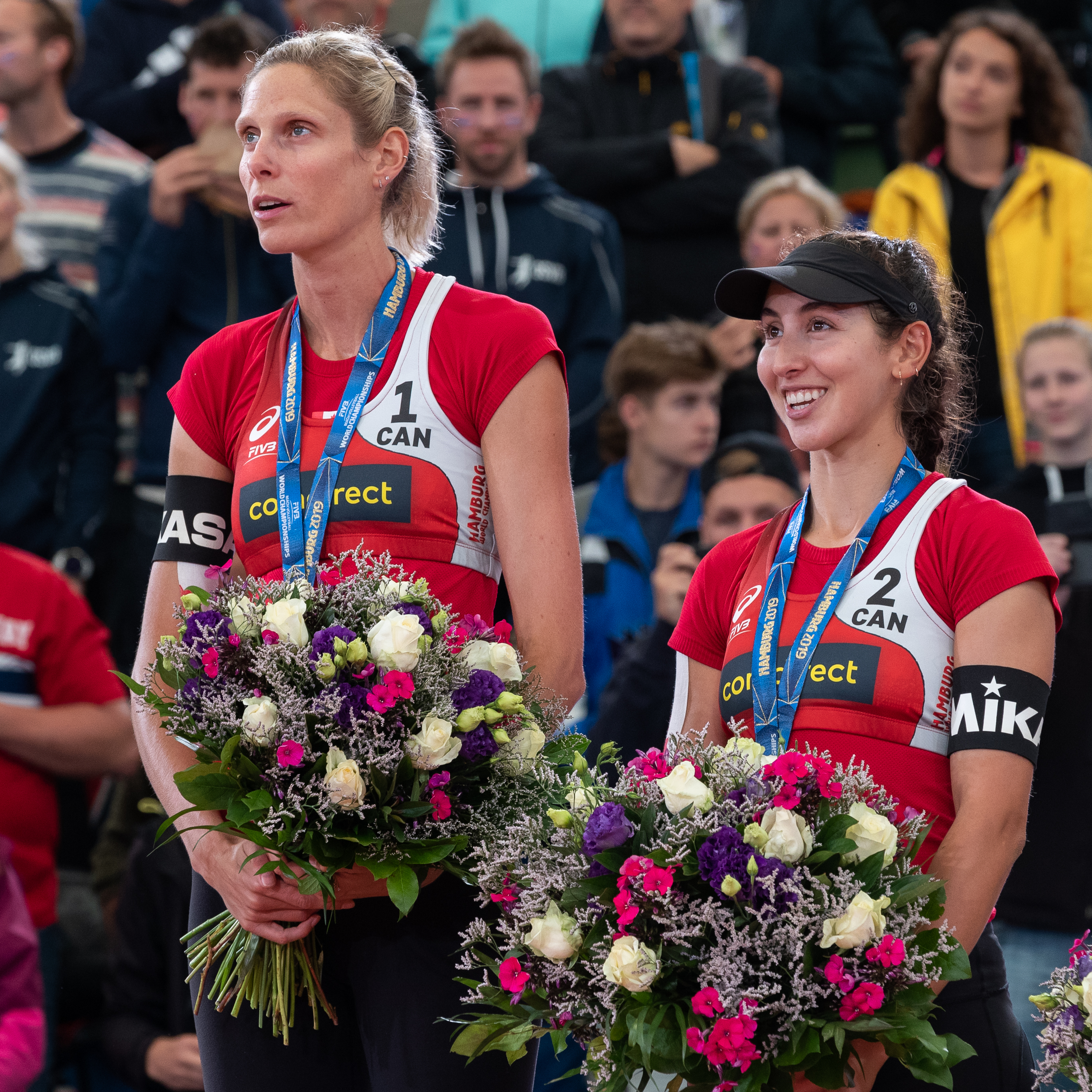
Чемпіонки світу 2019 року з пляжного волейболу.

На Олімпійських іграх 2016 року в Ріо пара в групі E виграла всі три матчі з рахунком 2–0. У матчі 1/8 фіналу перемогли канадійок Бродер і Вальясу. У чвертьфіналі вони поступилися майбутнім чемпіонкам Лаурі Людвіг і Кірі Валькенгорст з Німеччини у двох сетах (14–21, 14–21).
З вересня 2016 року почала виступати з Меліссою Гумана-Паредес. На чемпіонаті світу 2017 року посіли четверте місце. У півфіналі поступилися американкам Ейпріл Росс — Лорен Фендрік, а в матчі за бронзу — бразилійкам Лариссі Франсі і Таліті Антунеш. Того сезону вперше стали переможцями етапу Світового туру. У фіналі турніру, що проходив у хорватському Поречі, перемогли чеських волейболісток.
У сезоні-2018 пара тричі грала у фіналах Світового туру. У китайському Сямені і швейцарському Гштааді здобули перемоги, а в Лас-Вегасі поступилися Бренді Вілкерсон і Гізер Бенслі. Також стали переможцями Ігор Співдружності.
На чемпіонаті світу 2019 року Паван і Гумана-Паредес здобули золоті нагороди, у вирішальному матчі вони були сильнішими за американський дует Алікс Клінеман та Ейпріл Росс. Також стали переможцями етапів Світового туру в Едмонтоні і Відні.
На Олімпійських іграх у Токіо канадійки перемогли суперниць з Швейцарії, Нідерландів, Німеччини і Іспанії, але в чвертьфіналі поступилися австралійкам. У 2021 році тричі грали у фіналах етапів Світового туру, у тому числі й у гранд-фіналі, що проходив у італійському Кальярі, проти німкень Юлії Суде і Карлі Боргер.
У плей-оф чемпіонату світу 2022 року Паван і Гумана-Паредес зіграли три матчі проти бразильських волейболісток. У перших двох здобули перемоги, а в чвертьфіналі поступилися майбутнім чемпіонкам. Того року здобула друге золото на Іграх Співдружності і стала чемпіонкою турніру в Юрмалі.
На чемпіонаті світу 2023 року грала у 1/16 фіналу разом з Моллі Макбейн.
Молодша сестра Ребекка Паван захищала кольори збірної Канади на чемпіонаті світу 2014 року в Італії. Грала за команди «Кепенікер» (Берлін), «Альянц» (Штутгарт; обидві — Німеччина), «Безьє» (Франція), МКС (Домброва-Гурнича), «Будовляни» (Торунь), «Трефль Проксіма» (Краків; усі — Польща).

## Клуби
| Роки      | Команди                       |
| --------- | ----------------------------- |
| 2008—2010 | «Спес» (Конельяно)            |
| 2010—2011 | «Корея Експрессвей» (Кімчхон) |
| 2011—2012 | «Карналья» (Вілла-Кортезе)    |
| 2012—2014 | «Унілевер» (Ріо-де-Жанейро)   |
| 2014—2015 | «GS Caltex Seoul KIXX» (Сеул) |
| 2015—2017 | «Шанхай»                      |
| 2017—2018 | «Помі» (Казальмаджоре)        |

## Досягнення
Пляжний волейбол
Чемпіонат світу
- Перше місце (1): 2019

Ігри Співдружності
- Перше місце (2): 2018, 2022

Світовий тур
- Перше місце (6): 2017 (Пореч), 2018 (Сямень, Гштаад), 2019 (Едмонтон, Відень), 2022 (Юрмала)
- Друге місце (10): 2015 (Прага, Пореч), 2016 (Пореч), 2017 (Ріо-де-Жанейро, Ольштин), 2018 (Лас-Вегас), 2019 (Ітапема), 2021 (Доха, Канкун, Кальярі)

Волейбол
Клубний чемпіонат світу
- Друге місце (1): 2013

Клубний чемпіонат Південної Америки
- Перше місце (1): 2013

- Чемпіонат Італії
- Друге місце (1): 2012

Чемпіонат Бразилії
- Перше місце (2): 2013, 2014

Чемпіонат Китаю 
- Перше місце (1): 2017

## Статистика
В єврокубках:
| Сезон   | Клуб                       | Турнір         | Ігри | Сети | Очки | Ср.  | Примітки |
| ------- | -------------------------- | -------------- | ---- | ---- | ---- | ---- | -------- |
| 2011/12 | «Карналья» (Вілла-Кортезе) | Ліга чемпіонів | 11   | 45   | 213  | 4,73 |          |
| 2017/18 | «Помі» (Казальмаджоре)     | Кубок ЄКВ      | 1    | 3    | 8    | 2,67 |          |